# Эрнест в лагере
«Эрнест в лагере» (англ. Ernest Goes to Camp) — американский семейный комедийный фильм Джона Черри 1987 года с Джимом Варни в главной роли. Это первый фильм из серии фильмов об Эрнесте Уоррелле.

## Сюжет
Эрнест Уоррелл — чудаковатый парень, который работает подсобным рабочим в детском летнем лагере «Кикаки». Мечта Эрнеста — стать вожатым. Согласно государственной программе в лагерь на лето пребывает небольшая группа малолетних преступников. Глава лагеря мистер Типтон приставляет к трудным подросткам вожатого Стенниса. Тот не церемонится с этими детьми и самого младшего из них Мустафу бросает в озеро, обучая, таким образом, плаванию. Мустафу спасает Эрнест, а Стенниса хулиганы сбрасывают с наблюдательной вышки, из-за чего тот повреждает ногу и выбывает из строя. Из-за отсутствия персонала вожатым над трудными подростками назначают Эрнеста. Этих детей недолюбливают не только вожатые, но и некоторые дети из других отрядов, например, Пеннингтон и его компания.
Рядом с лагерем промышленник Шерман Кредер ведёт добычу полезных ископаемых. Он знает, что ресурсами богата и земля, на которой стоит сам лагерь, поэтому планирует и её прибрать к своим рукам. Лагерь же стоит на священной индейской земле, права на которую принадлежат Вождю. Само это индейское племя уже практически перестало существовать. Остался лишь сам Вождь и его внучка, которая работает медсестрой в лагере. Вождь не против существования на этих землях детского лагеря, но против продажи этой земли кому бы то ни было ещё.
В лагере проходит конкурс на создание некоей тематической вещи, отражающей дух лагеря. В прошлом году победила команда Пеннингтона, которая воссоздала индейский головной убор. В этот раз они уже собираются построить каяк. Отряд Эрнеста строит традиционное индейское жилище, однако Пеннингтон со своими друзьями сжигают его.
Промышленник Шерман Кредер безуспешно пытается уговорить Вождя продать ему землю. В конечном итоге он вводит в заблуждение Эрнеста, якобы он собирает подписи в защиту лагеря. Эрнест, который знает индейский язык жестов, уговаривает Вождя подписать бумаги. Теперь лагерю грозит закрытие. Пребывают рабочие, которые собираются его снести. Эрнест и его отряд придумывают операцию по спасению лагеря. Они сооружают различное хитроумное оружие и нападают на строителей. К ним присоединяются некоторые работники лагеря, а также Пеннингтон, который ради спасения лагеря готов прекратить свою вражду. В конечном итоге лагерь удаётся отстоять, а Кредера арестовывают за мошенничество.

## В ролях
- Джим Варни — Эрнест Уоррелл
- Виктория Расимо — медсестра Клауд
- Джон Вернон — Шерман Кредер
- Айрон Айс Коуди — Вождь
- Лайл Альзадо — Бронк Стинсон
- Гейлард Сартейн — Джейк
- Дэниэл Батлер — Эдди
- Патрик Дэй — Бобби Уэйн
- Скотт Менвиль — Кратчфилд
- Дэнни Капри — Дэнни Симпсон
- Джейкоб Варгас — Бутч Варгас
- Тодд Лойд — Чип Озгуд
- Хаким Абдул-Самад — Мустафа Хаким Джонс
- Эдди Шумахер — Росс Стеннис
- Ричард Спейт-младший — Брукс
- Эндрю Вудворт — Пеннингтон
- Бак Форд — мистер Блатц
- Ларри Блэк — мистер Типтон

## Критика
Отзывы на фильм смешанные. На Rotten Tomatoes рейтинг «свежести» составляет 62 %, на Metacritic у фильма 24 балла из 100. Джим Варни получил номинацию на премию «Золотая малина» в категории «Худшая новая звезда».
Бюджет фильма составил 3,5 миллиона долларов, в то время как сборы в прокате составили 23,5 миллиона.

## Персонаж
Персонаж Эрнест Уоррелл был придуман актёром Джимом Варни совместно с рекламным агентством Carden & Cherry из Нашвилла. С 1980 года Варни играл Эрнеста во множестве рекламных роликов самых разнообразных товаров. В 1983 году вышла часовая антология скетчей Варни «Эй, Верн, это мой семейный альбом». В числе различных персонажей был показан Эрнест и его родственники. В 1985 году вышел полнометражный фильм «Доктор Отто и тайна светящегося луча», где Варни сыграл множество персонажей, одним из которых был Эрнест. В 1987 году вышел фильм «Эрнест в лагере», где Эрнест уже был главным героем. В 1988 году появился комедийный сериал «Эй, Верн, это Эрнест» за который Варни получил Дневную премию «Эмми». В последующем с конца 1980-х и до конца 1990-х годов об Эрнесте вышла целая серия фильмов: «Эрнест спасает Рождество» (1988), «Эрнест садится в тюрьму» (1990), «Испуганный глупец Эрнест» (1991), «Эрнест снова в седле» (1993), «Эрнест в школе» (1994), «Эрнест баскетболист» (1995), «Невероятные приключения Эрнеста в Африке» (1997) и «Невероятные приключения Эрнеста в армии» (1998). Эти фильмы не пользовались успехом у критиков, но были прибыльными из-за низкого производственного бюджета. Последние из них выходили уже сразу на видео. В 1998 году у актёра Джима Варни нашли рак, а в 2000 году он умер.